# Molophilus (Molophilus) banksianus
Molophilus (Molophilus) banksianus is een tweevleugelige uit de familie steltmuggen (Limoniidae). De soort komt voor in het Australaziatisch gebied.